# Phrasikleia-korè
De Phrasikleia-korè is een archaïsch Grieks beeld dat Aristion van Paros waarschijnlijk tussen 550 en 530 voor Chr. maakte. Het werd gevonden in de oud-Griekse stad Myrrhinous (het moderne Merenda) in Attica. Omdat het beeld uitzonderlijk goed bewaard is gebleven, geldt het als een van beste voorbeelden van de archaïsche kunst. Het bevindt zich in de collectie van het Nationaal Archeologisch Museum in Athene.

## Herkomst
Rond 1730 maakte een Franse onderzoeker, Michel Fourmont, melding van een blok marmer met een inscripitie in de Panagia-kerk in Merenda. Deze inscriptie zou het oudst bekende voorbeeld van stoichedon in Attica kunnen zijn, een epigrafische stijl waarbij alle letters zowel horizontaal als verticaal uitgelijnd zijn. Hoewel geprobeerd was om deze inscriptie onleesbaar te maken voordat het blok in de kerk gebruikt werd, viel er toch een reconstructie te maken.
| Oudgrieks:        | Vertaling:                          |
|                   |                                     |
| σεμα Φρασικλείας· | Grafteken van Phrasikleia           |
| κόρε κεκλέσομαι   | meisje (korè) zal ik heten          |
| αἰεί ἀντὶ γάμο    | voor altijd, in plaats van huwelijk |
| παρὰ θεον τοῦτο   | van de kant van de goden            |
| λαχοσ᾿ ὄνομα      | dat gekregen hebbend als naam       |

- epigram aan de voorzijde
| Ἀριστίον Παρι[ός μ᾿ ἐπ]ο[ίε]σε | Aristion van Paros maakte mij |

- inscriptie aan de linkerzijde
In 1968 werd het blok uit de kerk verwijderd en ondergebracht in het epigrafisch museum in Athene. Vier jaar later vond de archeoloog Efthymios Mastrokostas twee marmeren standbeelden in de tomben van Myrrhinous, een kouros en een korè. Onmiddellijk werd de link met het eerder ontdekte marmeren blok in de kerk gelegd. In het onderste deel van de beelden troffen onderzoekers stukken lood aan die dienden om het beeld aan de sokkel te bevestigen. Bij de korè kwam dit precies overeen met de sporen op het voetstuk, een sluitend bewijs dat het beeld en de inscriptie bij elkaar horen. Hoewel de naam Aristion op meerdere inscripties is aangetroffen, was de Phrasikleia-korè het eerste werk dat aan hem toegeschreven kon worden.

## Voorstelling
Zoals de inscriptie aangeeft, stelt het beeld een jong meisje voor dat stierf voor ze in het huwelijk kon treden. 
Waarschijnlijk stond het beeld boven op het graf van Phrasikleia en werd het begraven toen het graf vernietigd werd. Het meisje staat rechtop en draagt een lange peplos versierd met rozetten, swastika's en meanders. Rond haar middel draagt ze een riem. Het voorste deel van haar voeten met sandalen steekt onder de peplos uit. Met haar rechterhand houdt ze het gewaad vast, zonder dat dit iets verandert in de plooien van de peplos, die de vorm van een zuil behoudt. De korè houdt met haar linkerhand een ongeopende lotusbloem voor zich uit. Op haar hoofd draagt ze een bloemenkroon, rond haar nek een ketting, in beide oren oorbellen en om elke arm een armband. Het haar van de korè is volgens de laatste mode gekapt.
Op het beeld is de originele polychromie nog duidelijk te zien. Dit stelde onderzoekers in staat om een reconstructie in kleur van het beeld te maken.

## Afbeeldingen

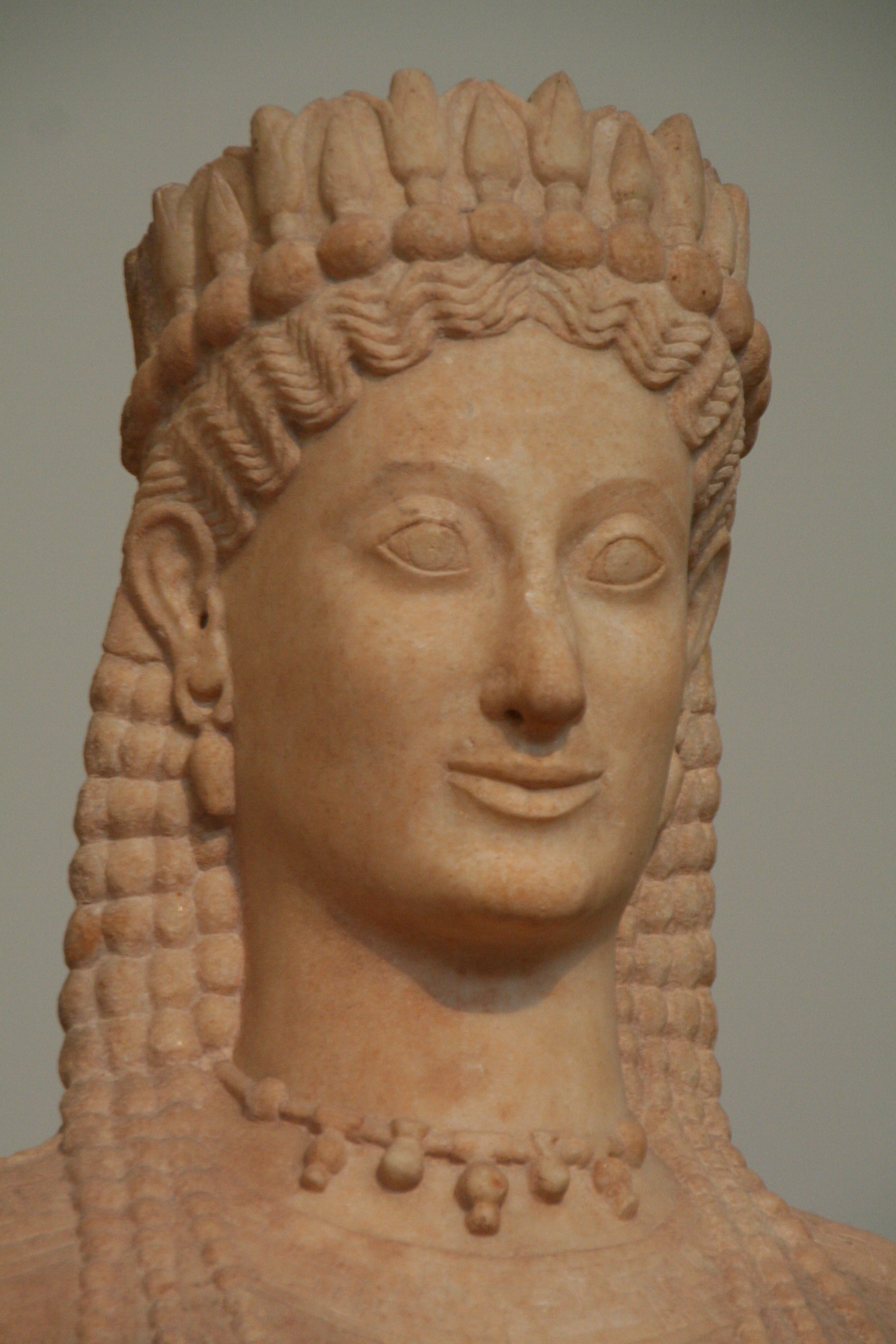
detail
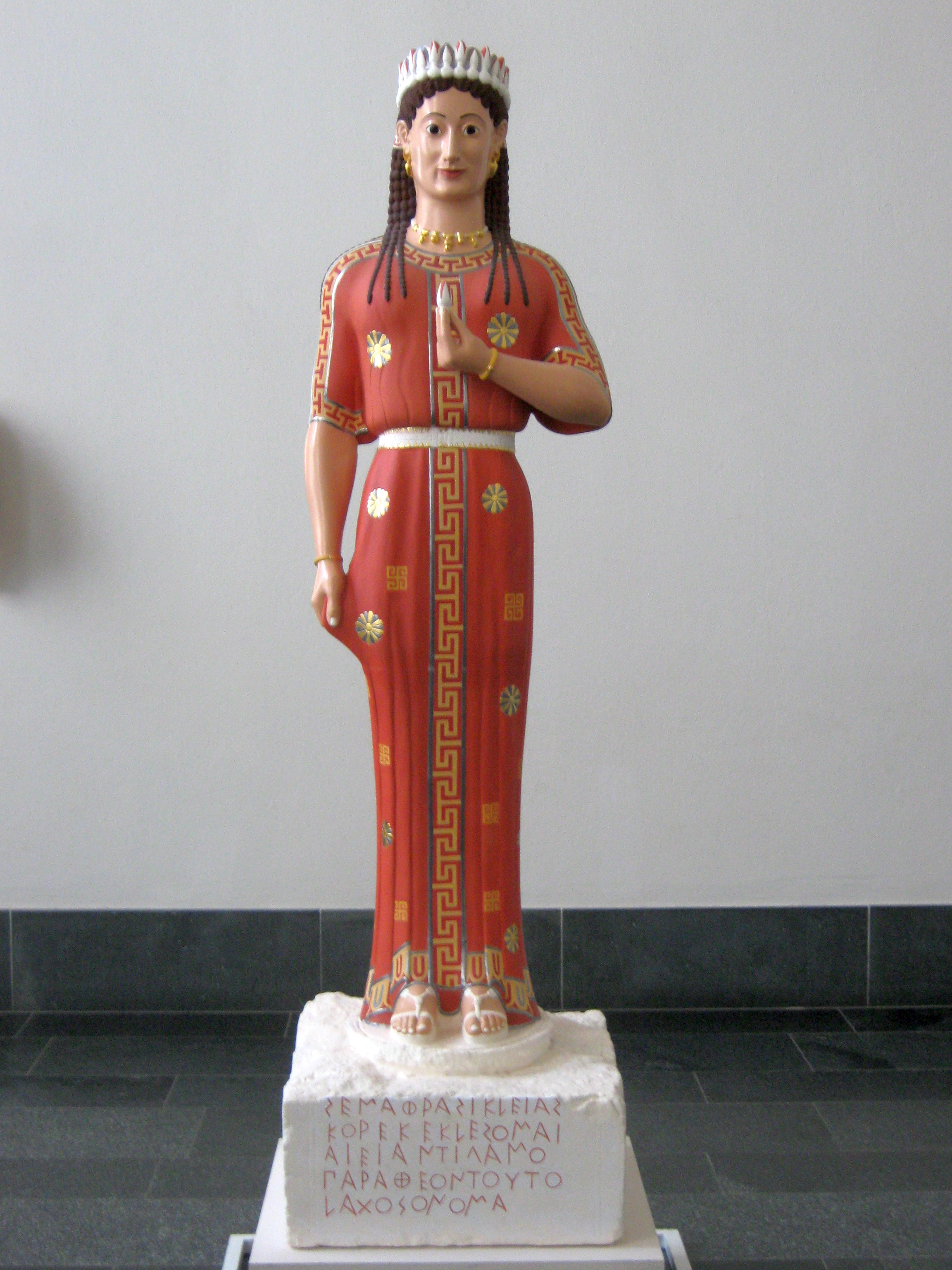
reconstructie in kleur